# Webera merapicola
Webera merapicola är en bladmossart som beskrevs av Julius Baumgartner och J. Fröhlich 1953. Webera merapicola ingår i släktet Webera och familjen Bryaceae. Inga underarter finns listade i Catalogue of Life.